# Sonic Surf City
Sonic Surf City är ett svenskt band, bildat i Norrköping 1988.
Sonic Surf City räknas som en av pionjärerna i sin genre som blandar surfharmonier à la Beach Boys & Fantastic Baggies med old school punk som Undertones och Ramones.

## Medlemmar
- Ola "Woodie" Hermanson - sång / gitarr
- Stefan "Hot Rod" Andersson - bas / sång
- Johan "Sweet Cheeks" Söderhielm - gitarr / sång
- Calle "Charlie Surf" Larsson - trummor

Tidigare medlemmar, Micke "TeeTee" Thomsen, Richard "Riki Waikiki" Warldén, Nina Pasadena, Linda "Belinda" Smedberg, Torgny "T-Bird" Sternsjö.

## Discografi
Album
- Beach Bop (6 track mini album)
- Sun, Sex’n Fun
- Life's A Beach
- Surf Don't Walk
- Tune In Turn On Wipe Out
- The surfers that came from the cold vol.1
- Best Of The Rest vol.2
- Pororoca
- Viva Wahines

Singlar
- Let's Go Surfin' 4 Track EP
- Surfin' Santa
- Sha na na na na
- Losing My Mind
- Let's Make Love 4 Track EP
- On The Beach 4 Track Ep
- Lights Out (3 tracks on split / Fast Food)
- Sleigh Bells